# Alfonso de Molina
Alfonso de Molina (1202-Salamanca, 6 de enero de 1272).Infante de León, y de Castilla hijo del rey Alfonso IX de León, y de su segunda esposa, la reina Berenguela de Castilla, pasó a ser señor de Molina y Mesa tras su primer matrimonio con Mafalda González de Lara, heredera de esos territorios.

## Orígenes familiares
Hijo del rey Alfonso IX de León, y de su segunda esposa, la reina Berenguela de Castilla, era nieto por parte paterna del rey Fernando II de León y de su primera esposa, la reina Urraca de Portugal y por el lado materno de Alfonso VIII de Castilla y de la reina Leonor Plantagenet.

## Biografía
El infante Alfonso de Molina nació en las cercanías de la ciudad de León, en el año 1202. Como hijo de Alfonso IX y de la reina Berenguela,  presenció las malas relaciones existentes entre los reinos de Castilla y León en su infancia, tras la disolución del matrimonio de sus padres. En la batalla de las Navas de Tolosa, que tuvo lugar en el año 1212, su padre Alfonso IX de León fue el único de los reyes cristianos peninsulares, junto con el monarca de Portugal, que no tomó parte en la misma, a diferencia de los reyes de Castilla, Aragón y Navarra. De hecho, Alfonso IX aprovechó la ocasión para invadir el reino de Castilla, valiéndose de la ausencia de su primo Alfonso VIII.

En el año 1222, su hermano Fernando III de Castilla, que se hallaba enemistado con Gonzalo Pérez de Lara, señor de Molina, a causa de los desmanes cometidos por este y por su apoyo a Alfonso IX de León, selló con este último un pacto, conocido como la «Concordia de Zafra», en el año 1223, en cuya negociación tomó parte activa la reina Berenguela de Castilla, madre de Fernando III de Castilla y esposa de Alfonso IX de León. El propósito de Gonzalo Pérez de Lara al cometer tales desmanes, devastando incluso algunas villas cercanas a Medinaceli, era conseguir el levantamiento de los nobles castellanos contra Fernando III de Castilla y apoyar al padre de este, Alfonso IX de León.

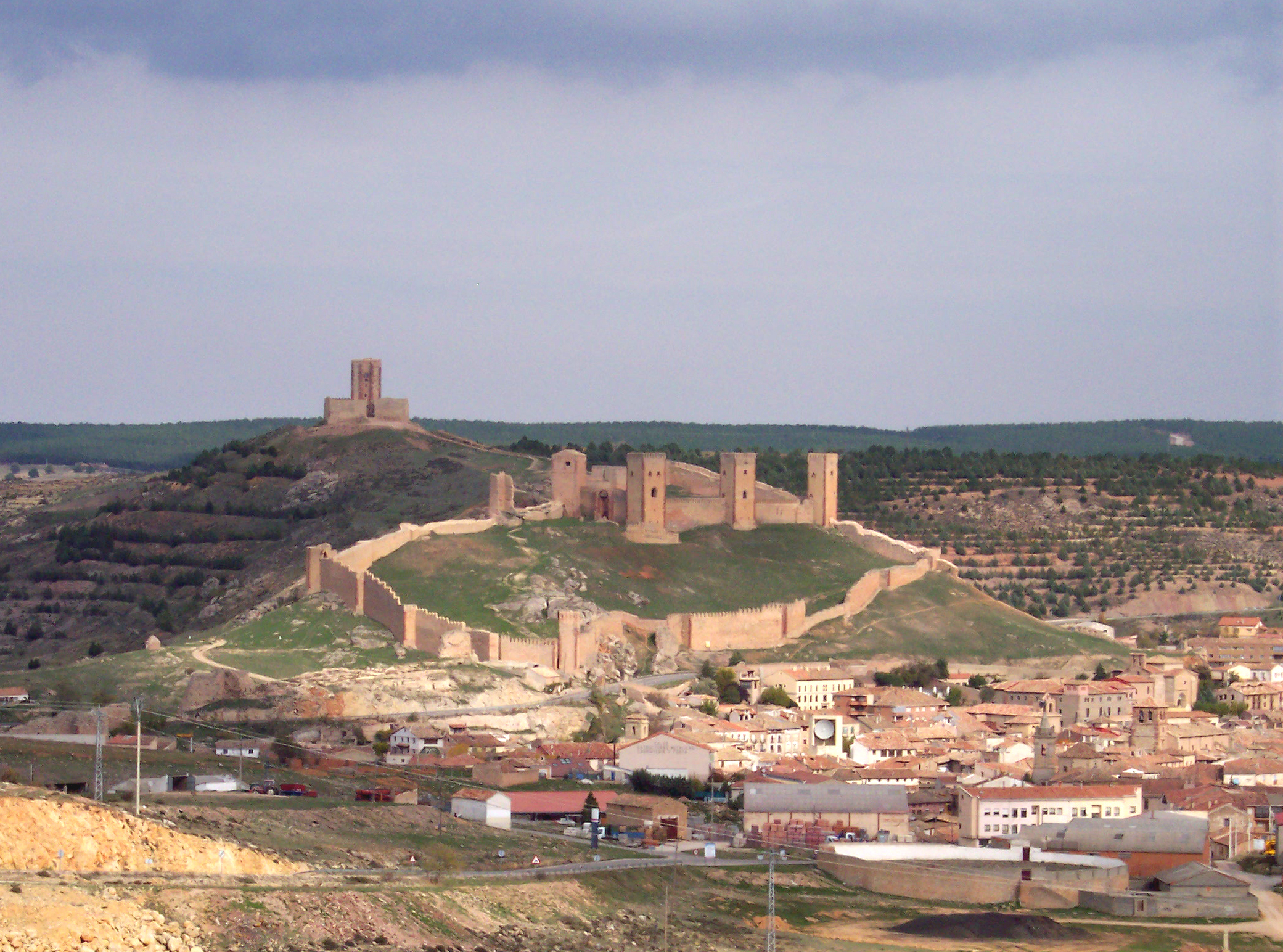
Vista del castillo de Molina de Aragón, cabeza del Real Señorío de Molina.

En vista de la situación Fernando III, que no deseaba la excesiva autonomía de la que disfrutaban los señores de Molina de Aragón, que pertenecía a la casa de los Manrique, descendientes del conde Manrique Pérez de Lara, una de las más poderosas del reino, puso cerco a la fortaleza de Zafra, donde se había ocultado el conde Gonzalo Pérez de Lara, junto con su séquito y familiares.  Gonzalo Pérez de Lara hubo de rendirse y aceptar las condiciones que se le impusieron. La primera de ellas fue que su hijo, Pedro González de Lara «el Desheredado», no heredaría las posesiones de su padre y el señorío de Molina pasaría a ser propiedad a la muerte de Gonzalo Pérez de Lara de su hija Mafalda González de Lara, que contraería matrimonio con el infante Alfonso de Molina.  De ese modo la Corona podría reforzar su control sobre el señorío de Molina. La Concordia de Zafra fue el prólogo de la futura anexión del señorío de Molina por la Corona de Castilla. Pedro González de Lara, desheredado del señorío, pasó al reino de Aragón y se consideró el legítimo señor de Molina. En su testamento de 1268, hizo heredero del señorío al infante Fernando de la Cerda, el hijo varón primogénito del rey Alfonso X de Castilla.
Contrajo matrimonio en el año 1240 con Mafalda González de Lara, y una vez fallecido el padre de su esposa, el conde Gonzalo Pérez de Lara, el infante, a partir de 1243, se convirtió, mediante su mujer, en señor de Molina y a gobernar de hecho el señorío durante el resto de su vida, al principio en colaboración con su esposa, pero una vez fallecida ésta lo hizo solo, tal como estipulaban los acuerdos matrimoniales firmados con su esposa, en los que se recogía que el señorío de Molina pasaría al infante Alfonso y a sus sucesores. En 1240 se amplió el Fuero de Molina, algo que volvió a realizarse en 1272, a la muerte del infante, por su hija y heredera del señorío, Blanca Alfonso de Molina.
El infante Alfonso de Molina fue hombre poseedor de grandes virtudes y de espíritu tranquilo y sosegado, según los cronistas de la época. En 1230, a la muerte de su padre Alfonso IX de León, pudo haberse ceñido la corona del reino de León y la del reino de Galicia, ya que Alfonso IX no deseaba que su reino fuera heredado por su otro hijo varón, Fernando III el Santo, quien ya era rey de Castilla. De hecho, Alfonso IX nombró herederas a sus dos hijas, las infantas Sancha y Dulce. Sin embargo, gracias a una importante compensación económica, ambas renunciaron a la Corona leonesa, mediante la Concordia de Benavente, donde se produjo el encuentro de Fernando III y de sus dos hermanas, que renunciaron al trono en presencia de diversos magnates y prelados del reino. El infante Alfonso de Molina, que ya había rechazado la Corona leonesa previamente, fue recompensado por su hermano el rey, y gozó de su favor, quien le distinguió y le recompensó con numerosas mercedes, posesiones territoriales y privilegios.  El infante Alfonso de Molina acompañó a su hermano en la mayoría de sus empresas bélicas y se identificó siempre con la causa de la Reconquista y con cuantas empresas emprendía el rey.

### Campaña en Andalucía y Batalla de Jerez (1231)
En 1231, mientras Fernando III recorría las principales ciudades del reino de León después de haber tomado posesión de él, el soberano castellano-leonés envió a su hijo el infante Alfonso, que contaba nueve años de edad y se hallaba en Salamanca, a devastar los reinos musulmanes de Córdoba y Sevilla, acompañado de Álvaro Pérez de Castro "el Castellano" y del magnate Gil Manrique. No obstante, varios historiadores han señalado que el infante Alfonso al que se refieren las crónicas de la época no fue el hijo de Fernando III de Castilla, sino su hermano, el infante Alfonso de Molina, hijo del difunto Alfonso IX de León.

Mandó a don Alvar de Castro, el Castellano, que fuese con él, para guardar el infante y por cabdillo de la hueste, ca el infante era muy moço e avn non era tan esfforçado, e don Alvar Pérez era omne deferido e muy esforçado.

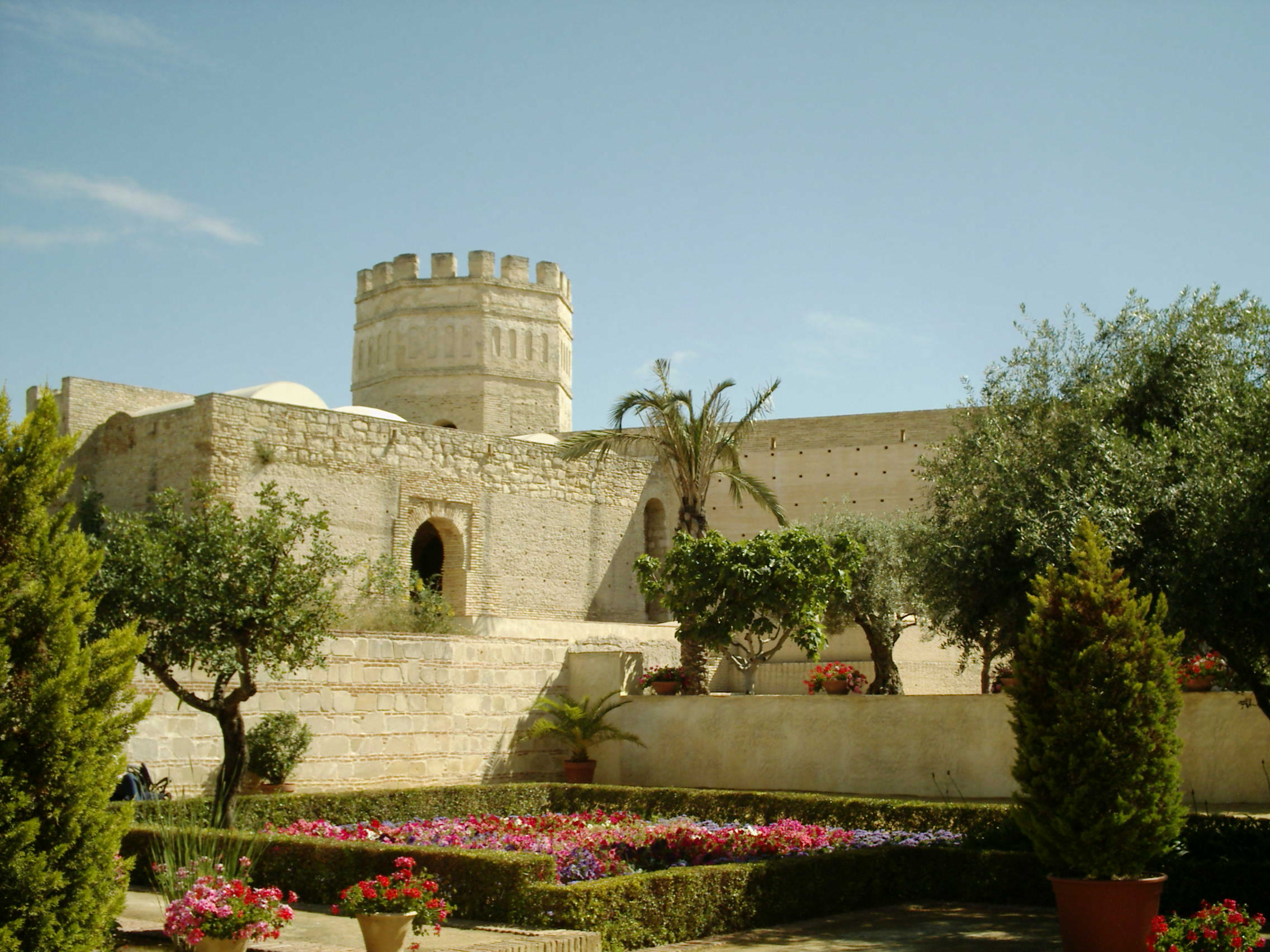
Vista del Alcázar de Jerez de la Frontera. La batalla de Jerez, librada en 1231, supuso la derrota de las tropas del rey musulmán de Sevilla.

Desde Salamanca, y pasando por Toledo, donde se les unieron cuarenta caballeros toledanos, se dirigieron hacia Andújar, y desde allí, se encaminaron a devastar la tierra de Córdoba, y posteriormente, al municipio cordobés de Palma del Río, donde exterminaron a todos los habitantes y tomaron la localidad, dirigiéndose a continuación hacia el reino de Sevilla y hacia Jerez de la Frontera, donde instalaron el campamento cristiano en las cercanías del río Guadalete. El emir Ibn Hud, que había reunido un numeroso ejército dividido en siete cuerpos, se interpuso con él entre el ejército cristiano y la ciudad de Jerez de la Frontera, obligando a los castellano-leoneses a combatir. Durante la batalla que se libró a continuación, conocida como la batalla de Jerez, los castellano-leoneses derrotaron a las tropas musulmanas, a pesar de la superioridad numérica de estos últimos. Alfonso X de Castilla se refirió posteriormente a la Batalla de Jerez, librada en el año 1231, y en la que Álvaro Pérez de Castro acaudilló las huestes cristianas, del siguiente modo:

Conviene que sepades los que esta estoria oyredes que la cosa del mundo que más quebrantó a los moros, por que el Andaluzía ovieron a perder e la ganaron los christianos dellos, fue esta cabalgada de Xerez, ca de guisa fincaron quebrantados los moros, que non pudieron después auer el atreuimiento nin el esfuerço que ante avíen contra los christianos, tamaño fue el espanto e el miedo que tomaron desa vez.

Después de su victoria en la batalla de Jerez, Álvaro Pérez de Castro se dirigió al reino de Castilla y entregó al infante Alfonso a su padre el rey, que se hallaba en la ciudad de Palencia.

### Conquistas de Córdoba y Sevilla y actuaciones durante el reinado de Alfonso X (1236-1272)
En 1236 se destacó en la conquista de la ciudad de Córdoba, antigua capital del Califato de Córdoba.  El año siguiente, el 25 de enero de 1237, su hermano el rey Fernando donó al infanti domno Alfonso, karissimo fratri meo, unas casas, molinos, baños, huerta y viñas en Córdoba (España) así como veinte yugadas de heredad en Torreblanca del Galapagar. Doce años después, en 1248, tomó parte en el sitio de la ciudad de Sevilla, y le fue concedida la Torre del Oro. También recibió una parte del Real Alcázar de Sevilla, que fue conocida como  «Adarve del infante de Molina».
En el repartimiento del territorio de Sevilla, hecho público el 1 de mayo de 1253, es decir, casi un año después de muerto su hermano Fernando III, y ya durante el reinado de su sobrino, Alfonso X, el infante Alfonso de Molina recibió grandes donadíos y fue uno de los mayores beneficiarios del reparto de tierras, por su condición de hermano menor de Fernando III, quien en su testamento había rogado a su hijo Alfonso X que lo tuviese en gran consideración.
Así es descrito un donadío que le fue donado al infante Alfonso de Molina por su sobrino Alfonso X el Sabio:

Dióle el aldea que decían en tiempo de moros Corcobina, a que puso el rey Don ALfonso nombre Molina, que es en término de Solucar; e dijeron que solía y auer mill pies de olivar, e que fincaron y quince mill pies sanos, e avía y ciento e veinte almarrales de vinnas e fincaron y ochenta almarrales sanos, e figueras para mill serás de figos; e ouo y ciento e cinquenta casas e son las más sanas que ouo y; e ouo y doce molinos de aceite e fincaron y los tres sanos; e ouo y ocho huertas con sus pocos yermos; e fue asmada esta aldea por todo a seiscientas arrancadas; e á en esta aldea cinco barrios en su término, que an nombres así en tiempo de moros: Harat Abzarat, Harat Viztarabalgún, Harat Aben Maynet, Harat Aben Maxarat, Machar Yquay...

En el año 1254 ingresó como familiar en la Orden de Calatrava, obligándose a llevar su hábito y prometiendo que a su muerte, su cadáver recibiría sepultura en el Convento Mayor de la Orden de Calatrava.  Estuvo presente en las Cortes de Valladolid de 1258, cuyo principal propósito fue recabar fondos para proseguir el "fecho del Imperio". También estuvo presente en las Cortes de Toledo de 1259, cuyo propósito fue idéntico a las de Valladolid de 1258, y en el "Ayuntamiento de Jerez" de 1268. También asistió a la boda de su sobrino nieto el infante Fernando de la Cerda, hijo primogénito y heredero de Alfonso X de Castilla, con Blanca de Francia, celebrada en la ciudad de Burgos el 30 de noviembre de 1269.
En su testamento de 1254, al tiempo que ingresaba en la Orden de Calatrava, el infante Alfonso de Molina había dispuesto su enterramiento en la iglesia del castillo de Calatrava la Nueva, sede de la Orden de Calatrava, situado en la actual provincia de Ciudad Real.
El infante Alfonso de Molina falleció en la ciudad de Salamanca el 6 de enero de 1272, a los setenta años de edad.

## Sepultura

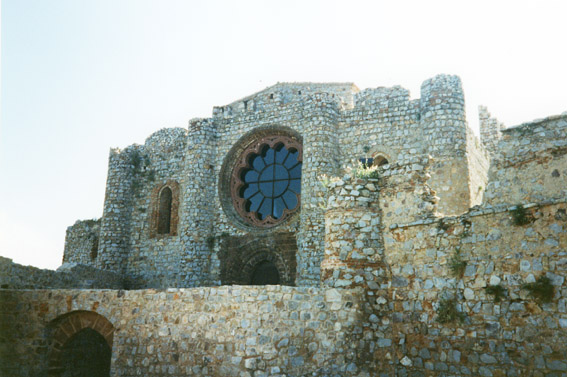
Iglesia del Castillo de Calatrava la Nueva

Después de su defunción, el cadáver del infante Alfonso de Molina recibió sepultura provisionalmente en el desaparecido convento de San Francisco de Salamanca, lugar de sepultura de otros personajes de sangre real.  Posteriormente, sus restos fueron trasladados a la iglesia del Castillo de Calatrava la Nueva donde sus restos mortales fueron colocados en un suntuoso sepulcro que se encontraba cobijado por un arco en la capilla mayor del templo. El sepulcro del infante Alfonso de Molina y sus restos mortales no se conservan en la actualidad.
En el sepulcro del infante se hallaba colocado un epitafio, dividido en dos letreros, en los que se leía la siguiente inscripción:

HIC IACET ABSCONSUS REGALI STIRPE CREATUS. INFANS ALFONSUS: PRAE CUNCTIS LAUDE BEATUS: REX QUONDAM MERITO LEGIONIS SI VOLUISSET. QUISQUIS ES HOC SCITO, NULLO RENUENTE FUISSET. PRINCES MILITIAE, LACRHIMET GENS LEGIONIS. APEX IUSTITIAE FUIT: INMO DUX REGIONIS. LUGE CASTELLA, REFOVERAT QUAM SUB ASCELLA. LUCET UT STELLA, LUMEN DANS ABSQUE PROCELLA. CHRISTI VIRGO SATRIX ISTI SIS AUXILIATRIX. COELORUM RECTOR, ORBIS CUNCTIQUE PROTECTOR, PRO PIETATE TUI DES ILLI PAGE FRUI. HOC IN SARCOPHAGO STAT ET EST INFANTIS IMAGO: PROLES REGALIS FUIT, ALTUS ET IMPERIALIS. LEGIO CONDOLEAS, HOC PATRE CUM CAREAS: ET CASTELLANI IUVENES, SUMMOPERE CANI. IN SALAMANTINA QUA MORTUUS URBE QUIEVIT. VITAM COMPLEVIT, PATRIAM LUCTUQUE REPLEVIT. VOTIS ASISTE NOSTRIS O TU IESU CHRISTE: UT DIGNERIS EI LOCUM DONARE QUIEI. AMMODO IAM DICTUS INFANS LUCEAT BENEDICTUS. AERA MILLENA TERCENTUM TEMPORA DENA, IANI SEXTA DIES, HUIC FUIT IPSA QUIES. ANIMA EIUS REQUIESCAT IN PACE. AMEN.

## Matrimonios y descendencia

Emblema de la Orden de Calatrava, en la que el infante Alfonso de Molina ingresó como familiar en la última etapa de su vida.

Contrajo matrimonio en 1223, según Salazar y Acha, con Mafalda González de Lara, hija de Gonzalo Pérez de Lara, III señor de Molina y Mesa, y de su esposa, Sancha Gómez de Traba. Fruto de su matrimonio nacieron dos hijos: 
- Fernando Alfonso de Molina (1242-c.1250); falleció cuando tenía unos ocho años de edad.[21]
- Blanca Alfonso de Molina (1243-1293), heredera del señorío de Molina a la muerte de su padre.[21][22]

En 1244, viudo de su primera esposa, el infante Alfonso de Molina se casó por segunda vez con Teresa González de Lara, hija del conde Gonzalo Núñez de Lara, señor de Belorado, y de su esposa María Díaz de Haro, de quien tuvo una hija:
- Juana Alfonso de Molina (c.1250-después de 1286), quien casó en 1269 con el conde y señor de Vizcaya Lope Díaz III de Haro,[22] que fue asesinado por Sancho IV de Castilla en Alfaro en 1288, y con quien tuvo descendencia.[21]

Contrajo un tercer matrimonio, después del año 1260, con Mayor Alfonso de Meneses, señora de Meneses y Villanueva, viuda de Gonzalo Gil de Villalobos e hija de Alonso Téllez II de Meneses, IV señor de Meneses, de San Román y de Villanueva, y de su primera esposa María Yáñez de Limia. Fruto de su tercer matrimonio nacieron dos hijos:
- Alfonso Téllez de Molina (c. 1262-1314), señor de Meneses y señor de Tiedra, Montealegre, Grajal, Alba de Liste, San Román y San Felices.[23] También fue propietario de la mitad del señorío de Alburquerque.
- María de Molina (c. 1260-1321).[24] reina consorte de Castilla por su matrimonio con su sobrino Sancho IV, hijo de Alfonso X y de la reina Violante de Aragón.[23]

Tuvo además el infante Alfonso de Molina una serie de hijos ilegítimos, fruto de diversas relaciones extramatrimoniales.
- Juan Alfonso de Molina (m. 1293), obispo de Palencia y legitimado por el Papa Inocencio IV mediante una bula emitida el 14 de octubre de 1243.
- Urraca Alfonso de Molina (1225/1230-¿?). Contrajo matrimonio con Garci Gómez Carrillo.
- Leonor Alfonso de Molina (1230/1235-¿?). Contrajo matrimonio con Alfonso García de Villamayor, señor de Villamayor, Celada y Sisamón, e hijo de García Fernández de Villamayor y de su esposa Mayor Arias. Su esposo fue adelantado mayor de la frontera de Andalucía y mayordomo mayor de Alfonso X.
- Berenguela Alfonso de Molina (1230/1235-Montpellier, 1272), señora de Melgoso y Caldelas. Contrajo matrimonio en el año 1251 con Gonzalo Ramírez, hijo de Ramiro Froilaz y de su esposa Aldonza González, fue amante del rey aragonés Jaime I.
- Juana Alfonso de Molina (1266-¿?). En 1283 recibió una donación por parte del rey Alfonso X de Castilla.

## Ancestros
| \| \| \| \| \| \| \| \| \| \| \| \| \| \| \| \| \| \| \| \| 16. Raimundo de Borgoña \| \| \| \| \| \| \| \| \| \| \| \| \| \| \| \| \| \| \| \| \| \| \| \| \| \| \| \| \| \| \| \| \| \| \| \| \| \| \| \| \| \| \| \| \| \| \| \| \| \| \| \| \| \| 8. Alfonso VII de León \| \| \| \| \| \| \| \| \| \| \| \| \| \| \| \| \| \| \| \| \| \| \| \| \| \| \| \| \| \| \| \| \| \| \| \| \| \| \| \| \| \| \| \| \| \| \| \| \| \| \| \| \| \| 17. Urraca I de León \| \| \| \| \| \| \| \| \| \| \| \| \| \| \| \| \| \| \| \| \| \| \| \| \| \| \| \| \| \| \| \| \| \| \| \| \| \| \| \| \| \| \| \| \| \| \| \| \| \| \| \| \| \| 4. Fernando II de León \| \| \| \| \| \| \| \| \| \| \| \| \| \| \| \| \| \| \| \| \| \| \| \| \| \| \| \| \| \| \| \| \| \| \| \| \| \| \| \| \| \| \| \| \| \| \| \| \| \| \| \| \| \| 18. Ramón Berenguer III de Barcelona \| \| \| \| \| \| \| \| \| \| \| \| \| \| \| \| \| \| \| \| \| \| \| \| \| \| \| \| \| \| \| \| \| \| \| \| \| \| \| \| \| \| \| \| \| \| \| \| \| \| \| \| \| \| 9. Berenguela de Barcelona \| \| \| \| \| \| \| \| \| \| \| \| \| \| \| \| \| \| \| \| \| \| \| \| \| \| \| \| \| \| \| \| \| \| \| \| \| \| \| \| \| \| \| \| \| \| \| \| \| \| \| \| \| \| 19. Dulce de Provenza \| \| \| \| \| \| \| \| \| \| \| \| \| \| \| \| \| \| \| \| \| \| \| \| \| \| \| \| \| \| \| \| \| \| \| \| \| \| \| \| \| \| \| \| \| \| \| \| \| \| \| \| \| \| 2. Alfonso IX de León \| \| \| \| \| \| \| \| \| \| \| \| \| \| \| \| \| \| \| \| \| \| \| \| \| \| \| \| \| \| \| \| \| \| \| \| \| \| \| \| \| \| \| \| \| \| \| \| \| \| \| \| \| \| 20. Enrique de Borgoña \| \| \| \| \| \| \| \| \| \| \| \| \| \| \| \| \| \| \| \| \| \| \| \| \| \| \| \| \| \| \| \| \| \| \| \| \| \| \| \| \| \| \| \| \| \| \| \| \| \| \| \| \| \| 10. Alfonso I Enríquez \| \| \| \| \| \| \| \| \| \| \| \| \| \| \| \| \| \| \| \| \| \| \| \| \| \| \| \| \| \| \| \| \| \| \| \| \| \| \| \| \| \| \| \| \| \| \| \| \| \| \| \| \| \| 21. Teresa de León \| \| \| \| \| \| \| \| \| \| \| \| \| \| \| \| \| \| \| \| \| \| \| \| \| \| \| \| \| \| \| \| \| \| \| \| \| \| \| \| \| \| \| \| \| \| \| \| \| \| \| \| \| \| 5. Urraca de Portugal \| \| \| \| \| \| \| \| \| \| \| \| \| \| \| \| \| \| \| \| \| \| \| \| \| \| \| \| \| \| \| \| \| \| \| \| \| \| \| \| \| \| \| \| \| \| \| \| \| \| \| \| \| \| 22. Amadeo III de Saboya \| \| \| \| \| \| \| \| \| \| \| \| \| \| \| \| \| \| \| \| \| \| \| \| \| \| \| \| \| \| \| \| \| \| \| \| \| \| \| \| \| \| \| \| \| \| \| \| \| \| \| \| \| \| 11. Mafalda de Saboya \| \| \| \| \| \| \| \| \| \| \| \| \| \| \| \| \| \| \| \| \| \| \| \| \| \| \| \| \| \| \| \| \| \| \| \| \| \| \| \| \| \| \| \| \| \| \| \| \| \| \| \| \| \| 23. Mahaut de Albon \| \| \| \| \| \| \| \| \| \| \| \| \| \| \| \| \| \| \| \| \| \| \| \| \| \| \| \| \| \| \| \| \| \| \| \| \| \| \| \| \| \| \| \| \| \| \| \| \| \| \| \| \| \| 1. Alfonso de Molina \| \| \| \| \| \| \| \| \| \| \| \| \| \| \| \| \| \| \| \| \| \| \| \| \| \| \| \| \| \| \| \| \| \| \| \| \| \| \| \| \| \| \| \| \| \| \| \| \| \| \| \| \| \| 24. Alfonso VII de León(=8) \| \| \| \| \| \| \| \| \| \| \| \| \| \| \| \| \| \| \| \| \| \| \| \| \| \| \| \| \| \| \| \| \| \| \| \| \| \| \| \| \| \| \| \| \| \| \| \| \| \| \| \| \| \| 12. Sancho III de Castilla \| \| \| \| \| \| \| \| \| \| \| \| \| \| \| \| \| \| \| \| \| \| \| \| \| \| \| \| \| \| \| \| \| \| \| \| \| \| \| \| \| \| \| \| \| \| \| \| \| \| \| \| \| \| 25. Berenguela de Barcelona(=9) \| \| \| \| \| \| \| \| \| \| \| \| \| \| \| \| \| \| \| \| \| \| \| \| \| \| \| \| \| \| \| \| \| \| \| \| \| \| \| \| \| \| \| \| \| \| \| \| \| \| \| \| \| \| 6. Alfonso VIII de Castilla \| \| \| \| \| \| \| \| \| \| \| \| \| \| \| \| \| \| \| \| \| \| \| \| \| \| \| \| \| \| \| \| \| \| \| \| \| \| \| \| \| \| \| \| \| \| \| \| \| \| \| \| \| \| 26. García V Ramírez \| \| \| \| \| \| \| \| \| \| \| \| \| \| \| \| \| \| \| \| \| \| \| \| \| \| \| \| \| \| \| \| \| \| \| \| \| \| \| \| \| \| \| \| \| \| \| \| \| \| \| \| \| \| 13. Blanca Garcés de Pamplona \| \| \| \| \| \| \| \| \| \| \| \| \| \| \| \| \| \| \| \| \| \| \| \| \| \| \| \| \| \| \| \| \| \| \| \| \| \| \| \| \| \| \| \| \| \| \| \| \| \| \| \| \| \| 27. Margarita de Laigle \| \| \| \| \| \| \| \| \| \| \| \| \| \| \| \| \| \| \| \| \| \| \| \| \| \| \| \| \| \| \| \| \| \| \| \| \| \| \| \| \| \| \| \| \| \| \| \| \| \| \| \| \| \| 3. Berenguela de Castilla \| \| \| \| \| \| \| \| \| \| \| \| \| \| \| \| \| \| \| \| \| \| \| \| \| \| \| \| \| \| \| \| \| \| \| \| \| \| \| \| \| \| \| \| \| \| \| \| \| \| \| \| \| \| 28. Godofredo V de Anjou \| \| \| \| \| \| \| \| \| \| \| \| \| \| \| \| \| \| \| \| \| \| \| \| \| \| \| \| \| \| \| \| \| \| \| \| \| \| \| \| \| \| \| \| \| \| \| \| \| \| \| \| \| \| 14. Enrique II de Inglaterra \| \| \| \| \| \| \| \| \| \| \| \| \| \| \| \| \| \| \| \| \| \| \| \| \| \| \| \| \| \| \| \| \| \| \| \| \| \| \| \| \| \| \| \| \| \| \| \| \| \| \| \| \| \| 29. Matilde de Inglaterra \| \| \| \| \| \| \| \| \| \| \| \| \| \| \| \| \| \| \| \| \| \| \| \| \| \| \| \| \| \| \| \| \| \| \| \| \| \| \| \| \| \| \| \| \| \| \| \| \| \| \| \| \| \| 7. Leonor de Plantagenet \| \| \| \| \| \| \| \| \| \| \| \| \| \| \| \| \| \| \| \| \| \| \| \| \| \| \| \| \| \| \| \| \| \| \| \| \| \| \| \| \| \| \| \| \| \| \| \| \| \| \| \| \| \| 30. Guillermo X de Poitiers \| \| \| \| \| \| \| \| \| \| \| \| \| \| \| \| \| \| \| \| \| \| \| \| \| \| \| \| \| \| \| \| \| \| \| \| \| \| \| \| \| \| \| \| \| \| \| \| \| \| \| \| \| \| 15. Leonor de Aquitania \| \| \| \| \| \| \| \| \| \| \| \| \| \| \| \| \| \| \| \| \| \| \| \| \| \| \| \| \| \| \| \| \| \| \| \| \| \| \| \| \| \| \| \| \| \| \| \| \| \| \| \| \| \| 31. Leonor de Châtellerault \| \| \| \| \| \| \| \| \| \| \| \| \| \| \| \| \| \| \| \| \| \| \| \| \| \| \| \| \| \| \| \| \| \| \| \| \| \| \| \| \| \| \| \| \| \| \| \| \| \| \| \| |                                      |  |  |  |  |  |  |  |  |  |  |  |  |  |  |  |
| |                                      |  |  |  |  |  |  |  |  |  |  |  |  |  |  |  |
| | 16. Raimundo de Borgoña              |  |  |  |  |  |  |  |  |  |  |  |  |  |  |  |
| |                                      |  |  |  |  |  |  |  |  |  |  |  |  |  |  |  |
| |                                      |  |  |  |  |  |  |  |  |  |  |  |  |  |  |  |
| | 8. Alfonso VII de León               |  |  |  |  |  |  |  |  |  |  |  |  |  |  |  |
| |                                      |  |  |  |  |  |  |  |  |  |  |  |  |  |  |  |
| |                                      |  |  |  |  |  |  |  |  |  |  |  |  |  |  |  |
| | 17. Urraca I de León                 |  |  |  |  |  |  |  |  |  |  |  |  |  |  |  |
| |                                      |  |  |  |  |  |  |  |  |  |  |  |  |  |  |  |
| |                                      |  |  |  |  |  |  |  |  |  |  |  |  |  |  |  |
| | 4. Fernando II de León               |  |  |  |  |  |  |  |  |  |  |  |  |  |  |  |
| |                                      |  |  |  |  |  |  |  |  |  |  |  |  |  |  |  |
| |                                      |  |  |  |  |  |  |  |  |  |  |  |  |  |  |  |
| | 18. Ramón Berenguer III de Barcelona |  |  |  |  |  |  |  |  |  |  |  |  |  |  |  |
| |                                      |  |  |  |  |  |  |  |  |  |  |  |  |  |  |  |
| |                                      |  |  |  |  |  |  |  |  |  |  |  |  |  |  |  |
| | 9. Berenguela de Barcelona           |  |  |  |  |  |  |  |  |  |  |  |  |  |  |  |
| |                                      |  |  |  |  |  |  |  |  |  |  |  |  |  |  |  |
| |                                      |  |  |  |  |  |  |  |  |  |  |  |  |  |  |  |
| | 19. Dulce de Provenza                |  |  |  |  |  |  |  |  |  |  |  |  |  |  |  |
| |                                      |  |  |  |  |  |  |  |  |  |  |  |  |  |  |  |
| |                                      |  |  |  |  |  |  |  |  |  |  |  |  |  |  |  |
| | 2. Alfonso IX de León                |  |  |  |  |  |  |  |  |  |  |  |  |  |  |  |
| |                                      |  |  |  |  |  |  |  |  |  |  |  |  |  |  |  |
| |                                      |  |  |  |  |  |  |  |  |  |  |  |  |  |  |  |
| | 20. Enrique de Borgoña               |  |  |  |  |  |  |  |  |  |  |  |  |  |  |  |
| |                                      |  |  |  |  |  |  |  |  |  |  |  |  |  |  |  |
| |                                      |  |  |  |  |  |  |  |  |  |  |  |  |  |  |  |
| | 10. Alfonso I Enríquez               |  |  |  |  |  |  |  |  |  |  |  |  |  |  |  |
| |                                      |  |  |  |  |  |  |  |  |  |  |  |  |  |  |  |
| |                                      |  |  |  |  |  |  |  |  |  |  |  |  |  |  |  |
| | 21. Teresa de León                   |  |  |  |  |  |  |  |  |  |  |  |  |  |  |  |
| |                                      |  |  |  |  |  |  |  |  |  |  |  |  |  |  |  |
| |                                      |  |  |  |  |  |  |  |  |  |  |  |  |  |  |  |
| | 5. Urraca de Portugal                |  |  |  |  |  |  |  |  |  |  |  |  |  |  |  |
| |                                      |  |  |  |  |  |  |  |  |  |  |  |  |  |  |  |
| |                                      |  |  |  |  |  |  |  |  |  |  |  |  |  |  |  |
| | 22. Amadeo III de Saboya             |  |  |  |  |  |  |  |  |  |  |  |  |  |  |  |
| |                                      |  |  |  |  |  |  |  |  |  |  |  |  |  |  |  |
| |                                      |  |  |  |  |  |  |  |  |  |  |  |  |  |  |  |
| | 11. Mafalda de Saboya                |  |  |  |  |  |  |  |  |  |  |  |  |  |  |  |
| |                                      |  |  |  |  |  |  |  |  |  |  |  |  |  |  |  |
| |                                      |  |  |  |  |  |  |  |  |  |  |  |  |  |  |  |
| | 23. Mahaut de Albon                  |  |  |  |  |  |  |  |  |  |  |  |  |  |  |  |
| |                                      |  |  |  |  |  |  |  |  |  |  |  |  |  |  |  |
| |                                      |  |  |  |  |  |  |  |  |  |  |  |  |  |  |  |
| | 1. Alfonso de Molina                 |  |  |  |  |  |  |  |  |  |  |  |  |  |  |  |
| |                                      |  |  |  |  |  |  |  |  |  |  |  |  |  |  |  |
| |                                      |  |  |  |  |  |  |  |  |  |  |  |  |  |  |  |
| | 24. Alfonso VII de León(=8)          |  |  |  |  |  |  |  |  |  |  |  |  |  |  |  |
| |                                      |  |  |  |  |  |  |  |  |  |  |  |  |  |  |  |
| |                                      |  |  |  |  |  |  |  |  |  |  |  |  |  |  |  |
| | 12. Sancho III de Castilla           |  |  |  |  |  |  |  |  |  |  |  |  |  |  |  |
| |                                      |  |  |  |  |  |  |  |  |  |  |  |  |  |  |  |
| |                                      |  |  |  |  |  |  |  |  |  |  |  |  |  |  |  |
| | 25. Berenguela de Barcelona(=9)      |  |  |  |  |  |  |  |  |  |  |  |  |  |  |  |
| |                                      |  |  |  |  |  |  |  |  |  |  |  |  |  |  |  |
| |                                      |  |  |  |  |  |  |  |  |  |  |  |  |  |  |  |
| | 6. Alfonso VIII de Castilla          |  |  |  |  |  |  |  |  |  |  |  |  |  |  |  |
| |                                      |  |  |  |  |  |  |  |  |  |  |  |  |  |  |  |
| |                                      |  |  |  |  |  |  |  |  |  |  |  |  |  |  |  |
| | 26. García V Ramírez                 |  |  |  |  |  |  |  |  |  |  |  |  |  |  |  |
| |                                      |  |  |  |  |  |  |  |  |  |  |  |  |  |  |  |
| |                                      |  |  |  |  |  |  |  |  |  |  |  |  |  |  |  |
| | 13. Blanca Garcés de Pamplona        |  |  |  |  |  |  |  |  |  |  |  |  |  |  |  |
| |                                      |  |  |  |  |  |  |  |  |  |  |  |  |  |  |  |
| |                                      |  |  |  |  |  |  |  |  |  |  |  |  |  |  |  |
| | 27. Margarita de Laigle              |  |  |  |  |  |  |  |  |  |  |  |  |  |  |  |
| |                                      |  |  |  |  |  |  |  |  |  |  |  |  |  |  |  |
| |                                      |  |  |  |  |  |  |  |  |  |  |  |  |  |  |  |
| | 3. Berenguela de Castilla            |  |  |  |  |  |  |  |  |  |  |  |  |  |  |  |
| |                                      |  |  |  |  |  |  |  |  |  |  |  |  |  |  |  |
| |                                      |  |  |  |  |  |  |  |  |  |  |  |  |  |  |  |
| | 28. Godofredo V de Anjou             |  |  |  |  |  |  |  |  |  |  |  |  |  |  |  |
| |                                      |  |  |  |  |  |  |  |  |  |  |  |  |  |  |  |
| |                                      |  |  |  |  |  |  |  |  |  |  |  |  |  |  |  |
| | 14. Enrique II de Inglaterra         |  |  |  |  |  |  |  |  |  |  |  |  |  |  |  |
| |                                      |  |  |  |  |  |  |  |  |  |  |  |  |  |  |  |
| |                                      |  |  |  |  |  |  |  |  |  |  |  |  |  |  |  |
| | 29. Matilde de Inglaterra            |  |  |  |  |  |  |  |  |  |  |  |  |  |  |  |
| |                                      |  |  |  |  |  |  |  |  |  |  |  |  |  |  |  |
| |                                      |  |  |  |  |  |  |  |  |  |  |  |  |  |  |  |
| | 7. Leonor de Plantagenet             |  |  |  |  |  |  |  |  |  |  |  |  |  |  |  |
| |                                      |  |  |  |  |  |  |  |  |  |  |  |  |  |  |  |
| |                                      |  |  |  |  |  |  |  |  |  |  |  |  |  |  |  |
| | 30. Guillermo X de Poitiers          |  |  |  |  |  |  |  |  |  |  |  |  |  |  |  |
| |                                      |  |  |  |  |  |  |  |  |  |  |  |  |  |  |  |
| |                                      |  |  |  |  |  |  |  |  |  |  |  |  |  |  |  |
| | 15. Leonor de Aquitania              |  |  |  |  |  |  |  |  |  |  |  |  |  |  |  |
| |                                      |  |  |  |  |  |  |  |  |  |  |  |  |  |  |  |
| |                                      |  |  |  |  |  |  |  |  |  |  |  |  |  |  |  |
| | 31. Leonor de Châtellerault          |  |  |  |  |  |  |  |  |  |  |  |  |  |  |  |
| |                                      |  |  |  |  |  |  |  |  |  |  |  |  |  |  |  |
| |                                      |  |  |  |  |  |  |  |  |  |  |  |  |  |  |  |